# Hans Fröschl
Hans Fröschl (* 12. April 1880 in Straubing; † 26. Juli 1958 in Pfarrkirchen) war ein deutscher Verwaltungsjurist,  Bezirksamtmann und Landrat in Pfarrkirchen.

## Leben
Hans Fröschl studierte Rechtswissenschaften, legte im März 1920 das Große juristische Staatsexamen ab und erhielt eine Anstellung als Assessor beim Bezirksamt Regensburg. Er wechselte zum Bezirksamt Pfarrkirchen und wurde dort am 15. Februar 1921 als Bezirksamtmann Leiter der Verwaltung. Zum 1. Februar 1935 wurde er zum Regierungsrat ernannt und trat zum 1. Mai 1935 der NSDAP bei (Mitgliedsnummer 3.635.896). Er wurde 1941 zum Landratsamt Neumarkt und im Jahr darauf zum Landratsamt Eggenfelden abgeordnet. Zugleich war er vertretungsweise Landrat in Pfarrkirchen und übte dieses Amt bis nach dem Kriege aus. 
Er wurde im Entnazifizierungsverfahren am 2. April 1948 durch die Spruchkammer Pfarrkirchen als Mitläufer eingestuft.

## Auszeichnungen
- Ehrenbürger der Stadt Pfarrkirchen